# Избори за Представнички дом Парламентарне скупштине Босне и Херцеговине 2006.
Избори за Представнички дом Парламентарне скупштине БиХ 2006. одржани су 1. октобра као дио општих избора у овој земљи. Били су то пети по реду парламентарни избори у БиХ након Дејтонског споразума (1995), који се одржавају у оба ентитета истовремено.

## Резултати
| Савез независних социјалдемократа                 | 7.265   | 0,85%  | 0  | 262.203 | 46,93% | 7  | 7  |
| Странка демократске акције                        | 217.961 | 25,54% | 8  | 20.514  | 3,67%  | 1  | 9  |
| Странка за Босну и Херцеговину                    | 196.230 | 22,99% | 7  | 23.257  | 4,16%  | 1  | 8  |
| Социјалдемократска партија Босне и Херцеговине    | 131.450 | 15,40% | 5  | 11.822  | 2,12%  | 0  | 5  |
| Српска демократска странка                        |         |        |    | 108.616 | 19,44% | 3  | 3  |
| ХДЗ БиХ — Хрватска коалиција — ХНЗ                | 68.188  | 7,99%  | 3  | 1.145   | 0,20%  | 0  | 3  |
| Хрватско заједништво                              | 52.095  | 6,10%  | 2  | 591     | 0,11%  | 0  | 2  |
| Босанскохерцеговачка патриотска странка           | 37.608  | 4,41%  | 1  | 866     | 0,16%  | 0  | 1  |
| Партија демократског прогреса                     |         |        |    | 28.410  | 5,08%  | 1  | 1  |
| Народна странка Радом за бољитак                  | 27.487  | 3,22%  | 1  | 5.533   | 0,99%  | 0  | 1  |
| Демократски народни савез                         | 232     | 0,03%  | 0  | 19.868  | 3,56%  | 1  | 1  |
| Демократска народна заједница Босне и Херцеговине | 16.221  | 1,90%  | 1  | 321     | 0,06%  | 0  | 1  |
| Укупно                                            |         |        | 28 |         |        | 14 | 42 |

|  | Прешли цензус на нивоу ентитета                                                           |
|  | Нису прешли цензус на нивоу ентитета, али су освојили директни мандат у изборној јединици |

### Расподјела мандата
Састав Представничког дома Парламентарне скупштине БиХ према резултатима избора 1. октобра 2006: